# Analogion
Un analogion (grec ancien : Ἀναλόγιον ; pluriel grec : analogia), est un pupitre ou un lutrin placé, dans la nef des églises de rite byzantin, en avant de l'icône du Christ et destiné à supporter l'icône de la fête du jour, du saint attaché à l'église ou les textes des lectures du jour.

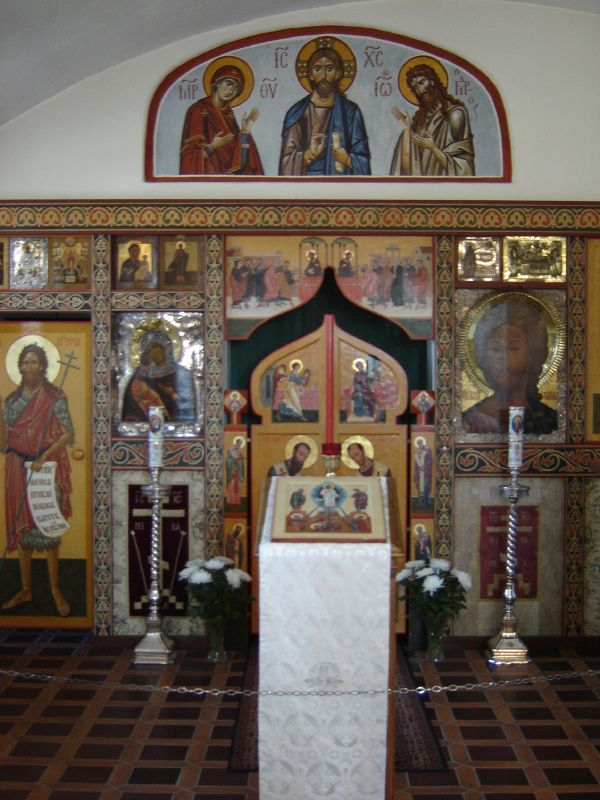
Analogion recouvert d'un antependium blanc. Monastère de Valaam, République de Carélie, Russie.

## Conception
L'analogion est légèrement incliné pour permettre à celui qui se tient en face de voir plus aisément l'icône ou le livre qui y est posé. L'analogion peut avoir quatre pieds ou un seul dans le centre . Il est souvent recouvert de riches tissus (antependiums) qui le couvrent partiellement ou totalement sur tous les côtés. Certains analogions sont conçus pour pouvoir se replier pour un transport facile. Certains sont finement sculptés en bois précieux alors que d'autres sont constitués d'un simple un cadre destiné à être entièrement recouverte de tissu. Ils sont normalement assez léger pour être déplacé sans trop de difficulté.

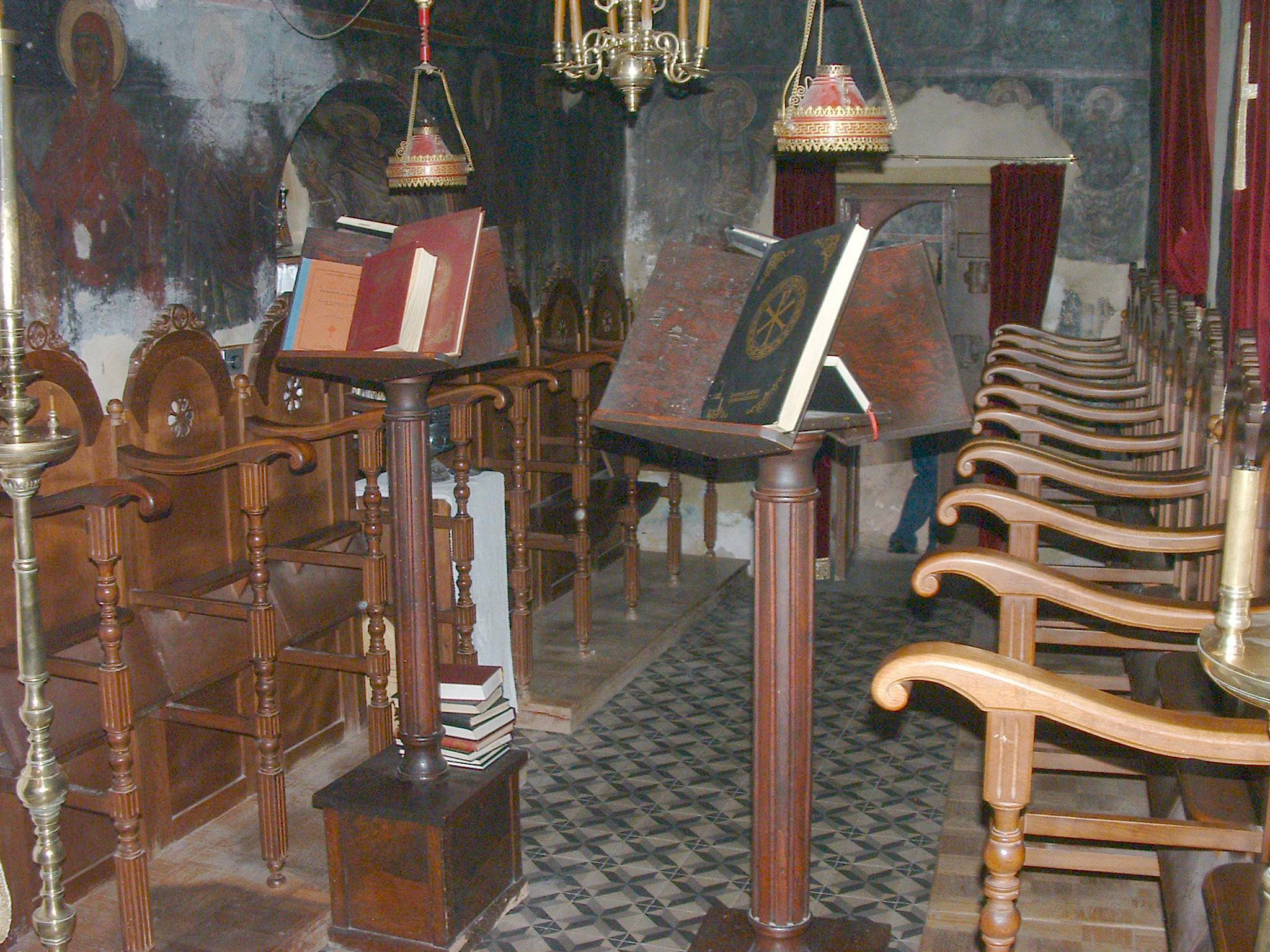
Kliros avec des analogions pour supporter les ouvrages liturgiques.

Un certain type d'analogion est utilisé par les chantres dans le kliros. Ils ont usuellement deux ou trois faces et peuvent tourner pour permettre aux chanteurs de lire aisément les divers textes liturgiques utilisés durant l'office. Une version grecque plus ancienne de l'analogion est octogonale avec une table horizontale, et non pas inclinée. Ce modèle est en usage au Mont Athos et dans divers monastère anciens de par le monde. Ce type d'analogion est souvent orné de perles et de pierres semi-précieuses.
Un meuble similaire, appelé tetrapodion, est une table située dans le centre de l'église, habituellement recouverte d'un drap, sur laquelle sont disposés les objets destinés à être bénis.

## Utilisation
Les analogions sont utilisés pour la vénération des icônes, généralement avec un chandelier sur le côté ou derrière, ou une lampe à huile allumée au-dessus. Le chandelier peut être utilisé pour éclairer l'icône ou servir à recevoir les bougies offertes par les fidèles. Lors des grandes fêtes de l'année liturgique, l'analogion est disposé au milieu de la nef, illuminé de bougies, et l'icône de la fête célébrée y est placée ; l'église tout entière est illuminée ; le clergé et les fidèles se réunissent autour de l'icône, chantent les hymnes festifs et entendent les paroles de l'Évangile du jour.
Au cours de la Divine Liturgie, un analogion est placé devant les Saintes Portes pour la lecture de l'Évangile ; les desservants se tiennent de part et d'autre avec des cierges. Lorsqu'un diacre lit l'Évangile, l'analogion est disposé pour faire face à l'Est (vers l'autel) ; lorsqu'un prêtre fait la lecture, l'analogion est disposé pour faire face à l'ouest (vers le peuple). Quand un prêtre ou un évêque entend la confession, il le fait debout, à côté d'un analogion sur lequel a été disposé un Évangile et une croix ; le pénitent vénère l'Évangile et la Croix puis s'agenouille devant l'analogion, tenant sa main droite prête à faire le signe de croix et touchant le pied de la croix tout en se confessant.